# Necroscia kotatinggia
Necroscia kotatinggia är en insektsart som beskrevs av Brock 1999. Necroscia kotatinggia ingår i släktet Necroscia och familjen Diapheromeridae. Inga underarter finns listade i Catalogue of Life.